# Pieter Jan Remees Modderman
Pieter Modderman (Baleh, 10 maart 1919 - Arnhem, 18 april 2005) was een Nederlandse hoogleraar in de prehistorie, volkenkundige en archeoloog.

## Biografie

### Jeugd
Pieter Jan Remees Modderman werd geboren op 10 maart 1919 in Baleh (Tanah Raja) aan Sumatra's oostkust in Nederlands-Indië. In 1924 verongelukte zijn vader bij een vliegtuigongeluk, waarna zijn moeder en hij intrekken bij zijn opa in Amersfoort, F. Wesseling, leraar aardrijkskunde en geschiedenis. Zijn grootvader vertelde hem veel over landschap, historie en archeologie, waardoor hij hiervoor bijzondere interesse ontwikkelde.

### Archeologie
Tussen 1941 tot eind 1945 was hij verbonden aan het "Biologisch-Archeologisch Instituut" (BAI, sedert 1998 het Groninger Instituut voor Archeologie) aan de Rijksuniversiteit Groningen. In 1942 gaf hij leiding aan de eerste opgraving van een scheepswrak in Nederland (NM 107); het wrak kreeg de bijnaam "de kogge van Modderman". In Emmeloord is de straat Pieter Moddermanhage naar hem vernoemd. Op 9 november 1945 promoveerde hij op het proefschrift "Over de wording en de betekenis van het Zuiderzeegebied". Modderman werkte daarna enkele maanden aan het Koninklijk Instituut voor de Tropen (KIT) als volkenkundige. Tussen 1950 en 1955 was hij werkzaam bij de toenmalige Rijksdienst voor het Oudheidkundig Bodemonderzoek (ROB, thans de Rijksdienst voor het Cultureel Erfgoed (RCE) te Amersfoort. In 1955 werd hij als privaatdocent prehistorisch onderzoek toegelaten aan de Universiteit Utrecht. Hij publiceerde veel in samenwerking met de Stichting voor Bodemkartering (Stiboka) te Wageningen. Bij Koninklijk Besluit van 8 september 1961 werd Modderman benoemd tot buitengewoon hoogleraar.
Modderman doceerde enige tijd prehistorie aan de Universiteit Leiden. Hij was prominent lid en erelid van de Archeologische Werkgemeenschap Nederland (AWN).

## Publicaties[6]
- Archeologische kroniek van Gelderland 1970-1984 - Modderman, P.J.R.; Montforts, M.J.G.Th. 1991
- Schatkamer van Gelderse oudheden 1989
- The linear pottery culture. Diversity in uniformity / Modderman, P.J.R. 1988
- De archeologie en de dragline / Modderman, P.J.R. 1988
- Limburger aardewerk uit Sweikhuizen, Gem. Schinnen, Prov. Limburg / Modderman, P.J.R. 1987
- Bandkeramische grafvelden als spiegel van de sociale structuur der samenleving / Modderman, P.J.R.1986
- Cultuurtransport in het vroeg-neoliticum / Modderman, P.J.R. 1986
- Een ijzertijd grafstructuur te Beek (L.) / Modderman, P.J.R. 1985
- Intermediaire standgreppels in grafheuvels? Nee! / Modderman, P.J.R. 1984

- Bibliothèque nationale de France: cb129540558 (data)
- Gemeinsame Normdatei: 1135800839
- International Standard Name Identifier: 0000 0001 1019 8688
- Library of Congress Control Number: n86004659
- Nationale Bibliotheek van Israël: 987007280151205171
- Nederlandse Thesaurus van Auteursnamen: 069103720
- Système universitaire de documentation: 171893018
- Virtual International Authority File: 681289
- WorldCat: E39PBJqK9rV6dJx8TbKdpFXw4q